# More (пісня J-Hope)
«More» — пісня, записана південнокорейським репером J-Hope з BTS для його дебютного альбому Jack in the Box. Вона була випущена 1 липня 2022 року як головний сингл альбому на лейблі Big Hit Music.

## Чарти
| Чарт (2022)                               | Найвища позиція |
| ----------------------------------------- | --------------- |
| Канада (Canadian Hot 100)                 | 75              |
| Billboard Global 200                      | 15              |
| India International Singles (IMI)         | 6               |
| Ireland (IRMA)                            | 75              |
| New Zealand Hot Singles (RMNZ)            | 6               |
| Philippines (Billboard)                   | 20              |
| South Korea (Circle)                      | 98              |
| Велика Британія (Official Charts Company) | 70              |
| США (Billboard Hot 100)                   | 82              |
| US World Digital Song Sales (Billboard)   | 1               |

## Історія релізу
| Регіон | Дата         | Формат                        | Лейбл   |
| ------ | ------------ | ----------------------------- | ------- |
| Світ   | 1 липня 2022 | Цифрове завантаження стриминг | Big Hit |